# Zameczek (Ruciane-Nida)
Zameczek (deutsch Schlößchen-Iwanowen, 1929 bis 1945 Schlößchen) ist ein Dorf in der polnischen Woiwodschaft Ermland-Masuren. Es gehört zur Gmina Ruciane-Nida (Stadt- und Landgemeinde Rudczanny/Niedersee-Nieden) im Powiat Piski (Kreis Johannisburg).

## Geographische Lage
Zameczek liegt im Südosten der Woiwodschaft Ermland-Masuren, 24 Kilometer südwestlich der einstigen Kreisstadt Sensburg (polnisch Mrągowo) bzw. 23 Kilometer nordwestlich der heutigen Kreismetropole Pisz (deutsch Johannisburg).

## Geschichte
Das kleine, bis 1835 Zameczek genannte und aus verstreut liegenden mittleren und kleineren Höfen bestehende Dorf wurde in den 1830er Jahren als eines von mehreren Ortschaften von den aus Polen eingewanderten Mitgliedern der Sekte der Philipponen gegründet. Am 18. Februar 1835 wurden alle diese Dörfer vom Gumbinner Regierungspräsident als „neue Etablissements“ erwähnt und als jeweils eigenständige Kommunen anerkannt.
Am 11. Juli 1874 wurde aus den Forstkolonien Iwanowen (polnisch Iwanowo) und Schlößchen, die beide zum Forstgutsbezirk Kruttinnen (polnisch Krutyń) gehörten, die neue Landgemeinde „Schlößchen-Iwanowen“ gegründet und in den Amtsbezirk Ukta eingegliedert. Dieser bestand bis 1945 und gehörte zum Kreis Sensburg im Regierungsbezirk Gumbinnen (ab 1905: Regierungsbezirk Allenstein) in der preußischen Provinz Ostpreußen. 83 Einwohner waren 1910 in Schlößchen-Iwanowen registriert.
Am 26. August 1929 wurde die Landgemeinde Schlößchen-Iwanowen in „Schlößchen“ (ohne Zusatz) umbenannt. Die Einwohnerzahl belief sich 1933 auf 111 und 1939 auf 102.
1945 kam Schlößchen in Kriegsfolge mit dem gesamten südlichen Ostpreußen zu Polen und erhielt die polnische Namensform „Zameczek“. Heute ist das Dorf eine Ortschaft im Verbund der Stadt- und Landgemeinde Ruciane-Nida (Rudczanny/Niedersee-Nieden) im Powiat Piski (Kreis Johannisburg), bis 1998 der Woiwodschaft Suwałki, seither der Woiwodschaft Ermland-Masuren zugehörig.

## Kirche
Bis 1945 war Schlößchen in die evangelische Kirche Alt Ukta in der Kirchenprovinz Ostpreußen der Kirche der Altpreußischen Union bzw. in die römisch-katholische Kirche Sensburg im Bistum Ermland eingepfarrt. 
Heute sind beide Konfessionen in Ukta ansässig: die Pfarrei der Kreuzerhöhungskirche, die zum Bistum Ełk der Römisch-katholischen Kirche in Polen gehört, und die Petrikirche, deren evangelische Gemeinde von Mikołajki (Nikolaiken) aus in der Diözese Masuren der Evangelisch-Augsburgischen Kirche in Polen betreut wird.

## Verkehr
Zameczek liegt an einer Nebenstraße, die Gałkowo (Galkowen, 1938 bis 1945 Nickelshorst) an der Woiwodschaftsstraße 610 mit Wojnowo (Eckertsdorf) verbindet.